# .om
.om là tên miền quốc gia cấp cao nhất (ccTLD) của Oman.
Hiện nay, OMnic Lưu trữ ngày 4 tháng 8 năm 2007 tại Wayback Machine chỉ cho phép đăng ký tên miền cấp 3.
Nếu.om cho phép đăng ký không giới hạn tên miền cấp 2, nó sẽ cho phép nhiều dạng đầu cơ tên miền. Ví dụ, thay vì yahoo.com, một người có thể đăng ký "yahooc" dưới ".om" để tạo thành dạng yahooc.om.

## Các tên miền cấp 2
Vào ngày 11 tháng 5 năm 2007, những SLD sau được đặt trong các quy định của OMnic Lưu trữ ngày 23 tháng 5 năm 2006 tại Wayback Machine: 
- com.om: Công ty Thương mại, đăng ký ở Bộ Thương mại và Công nghiệp của Vương quốc Hồi giáo Oman
- co.om: Công ty Thương mại, đăng ký ở Bộ Thương mại và Công nghiệp của Vương quốc Hồi giáo Oman
- edu.om: Tổ chức giáo dục, ví dụ như đại học và cao đẳng, được đăng ký tại Bộ Giáo dục Cao của Vương quốc Hồi giáo Oman
- ac.om: Tổ chức Học thuật (như Đại học, Cao đẳng), đăng ký tại Bộ Giáo dục cao của Vương quốc Hồi giáo Oman
- sch.om: trường cấp một, cấp 2 và cấp 3 với chứng chỉ hợp pháp của Bộ giáo dục
- gov.om: Cơ quan và các Bộ của chính phủ Vương quốc Hồi giáo Oman
- net.om: Dự kiến chỉ chứa những máy tính của những nhà cung cấp mạng là các máy tính NIC và NOC, máy tính quản trị, và các máy tính nốt mạng, đăng ký tại Bộ Vận tải và truyền thông hoặc đăng ký tại Công ty Viễn thông Oman.
- org.om: Tổ chức phi lợi nhuận, đăng ký tại Bộ Quan hệ xã hội, Lao động và Dạy nghề.
- mil.om: Sử dụng bởi tất cả các cơ sở Quốc phòng
- museum.om: Dành cho triển lãm
- biz.om: Công ty Thương mại, đăng ký ở Bộ Thương mại và Công nghiệp của Vương quốc Hồi giáo Oman
- pro.om: Dành cho các nhân vật chuyên nghiệp và tổ chức chuyên nghiệp.
- med.om: Bệnh viện và phòng khám với chứng chỉ hợp pháp của Bộ Sức khỏe.